# Labastide-Esparbairenque
Labastide-Esparbairenque è un comune francese di 91 abitanti situato nel dipartimento dell'Aude nella regione dell'Occitania.

## Società

### Evoluzione demografica
Abitanti censiti